# Раунистула
Ра́унистула (фин. Raunistula) — один из районов города Турку, входящий в округ Руносмяки-Раунистула.

## Географическое положение
Район расположен к северу от центральной части Турку, на западном берегу реки Ауры.

## Население
В 2004 году численность население района составляла 1442 человека, из которых дети моложе 15 лет — 13,87 %, а старше 65 лет — 13,38 %. Финским языком в качестве родного владели 92,02 %, шведским — 4,92 %, а другими языками — 3,05 % населения района.